# エアロンカ チャンピオン

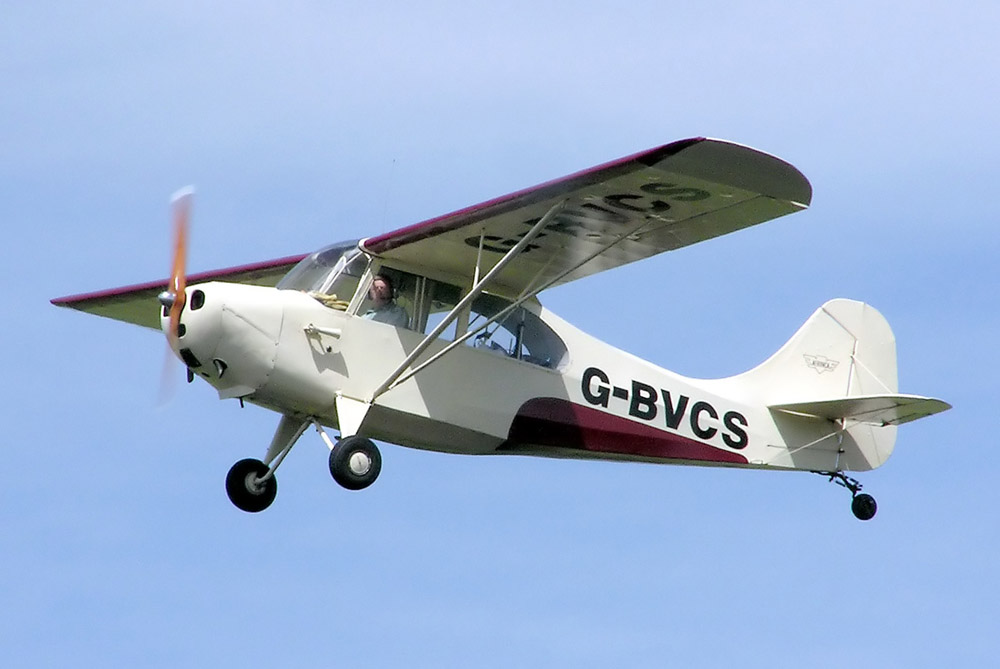
エアロンカ 7AC チャンピオン

エアロンカ モデル7 チャンピオン(Aeronca Model 7 Champion)は、アメリカ合衆国のエアロンカ社が開発したプロペラ軽飛行機。

## 概要
レイ・ハーミースの手によって設計されたモデル7AC チャンピオンは、第二次世界大戦後に形式証明を取得した最初のアメリカ製軽飛行機となった。チャンピオンはこれまでの多くのエアロンカ製軽飛行機と同じ高翼機であったが、タンデム複座のコックピットには二重操縦装置が標準装備となった。このシステムは、前席でしか操縦できないパイパー カブに対して販売上の大きな利点となった。
チャンピオンの初飛行は1944年中期に行われていたが、発表は翌年11月に行われた。大戦終結直後から一大ブームとなった軽飛行機市場においてチャンピオンは大成功を収め、「チャンプ(Champ)」や「エアノッカー(Airknocker)」の愛称で有名になっていった。また、アメリカ陸軍も連絡機としてL-16の名称で採用し、朝鮮戦争において前線任務に投入する一方、本土で練習機としても運用したが、大きな成功は得られずすぐにより近代的な機種に置き換えている。L-16は1952年に日本の保安隊にも訓練用として供与されており、事実上日本が終戦後初めて運用できた軍用機であった。しかしこれも数ヶ月使用されただけで返還されており、代わってL-5やL-21Bが供与されている。
総生産数は10,000機以上とエアロンカ社史上最大の生産数を記録し、1950年に生産を終了した。その後チャンピオン・エアクラフト社が製造権を購入し度々再生産を行っていたが、現在はアメリカン・チャンピオン・エアクラフト・コーポレーションによって生産が行われている。

## 派生型

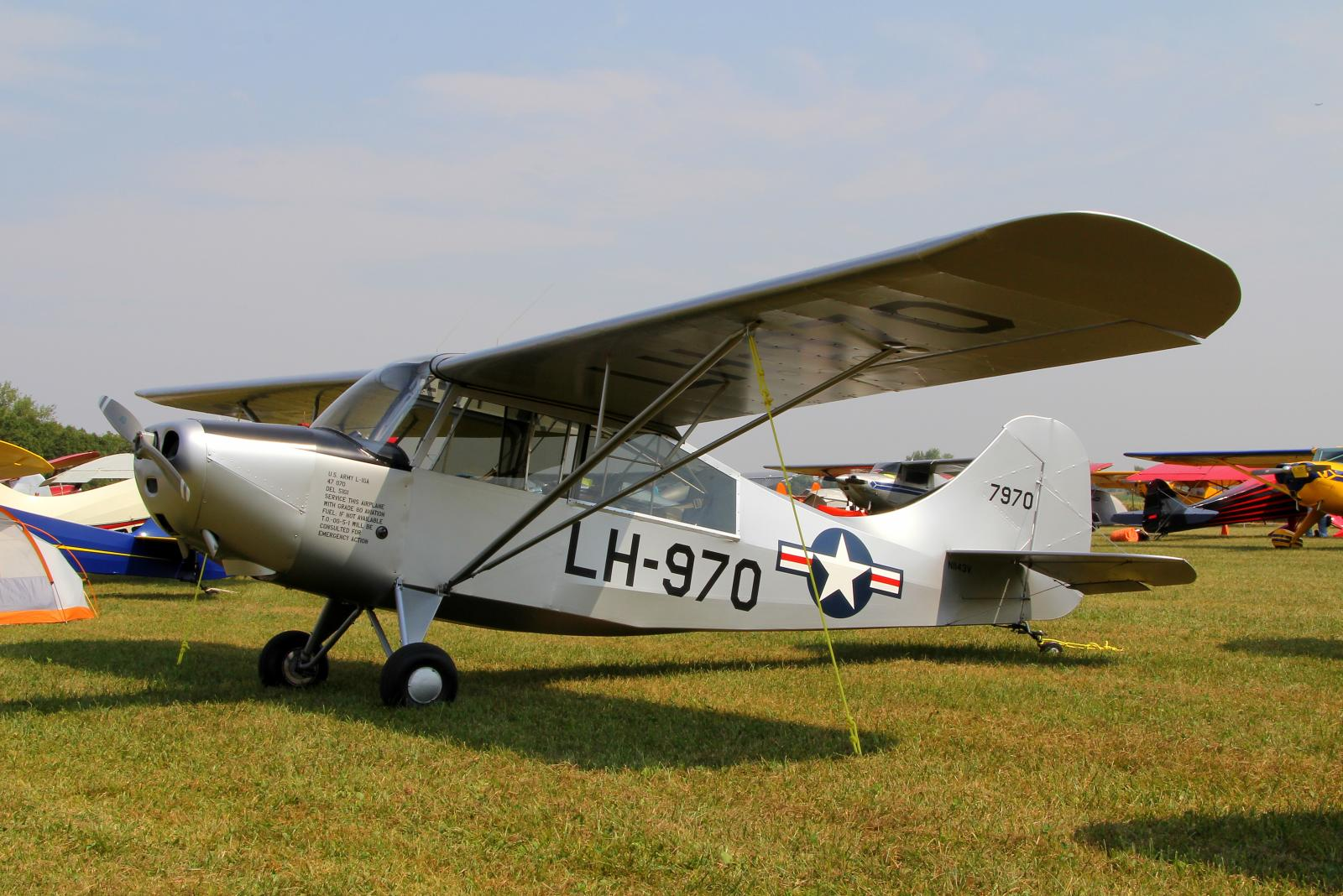
L-16A

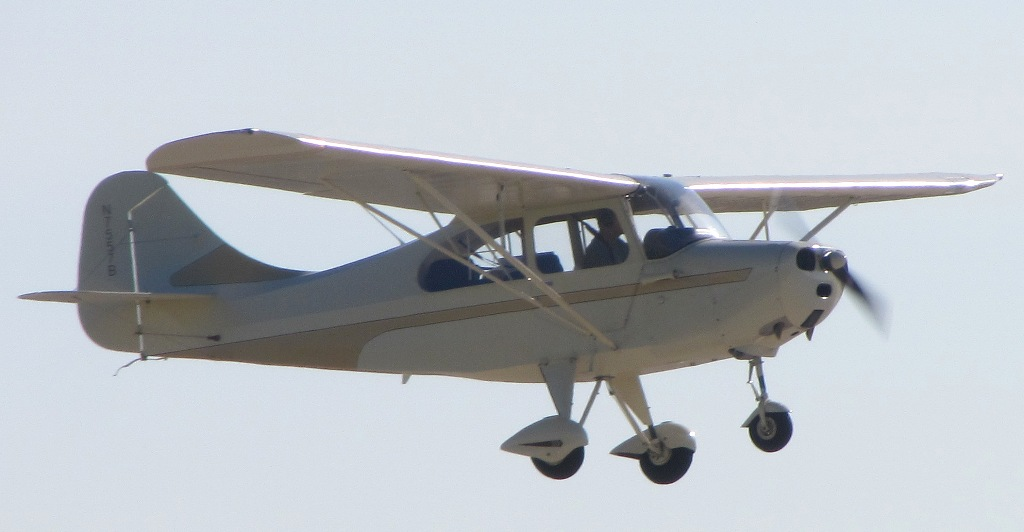
エアロンカ 7FC

7AC
基本型。エンジンはコンチネンタル製A65-8(65 hp)を搭載。
7ACS
2連フロートを装備する水上機型。
7BCM(L-16A)
アメリカ陸軍向け。エンジンをC85(85 hp)に変更。509機生産。
7CCM(L-16B)
アメリカ陸軍向け。エンジンをC90-8(90 hp)に変更したほか、垂直安定板を大型化し、増槽を備えた。226機生産。
7DC
L-16Bの民間型。エンジンをC85に変更。水上機型の7DCSもある。184機生産。
7EC
エアロンカ社における最終型。エンジンをC90-12(90 hp)に変更し、12Vの電気システムを備える。773機生産。
7FC
チャンピオン・エアクラフト社で製造。降着装置を前輪式に変更している。
7ECA
アメリカン・チャンピオン社で現在生産中。7ECを元にエンジンをO-200-A(100 hp)に変更。

## 諸元(7AC)
- 全長：6.55 m
- 全幅：10.72 m
- 全高：2.13 m
- 翼面積：15.79 m2
- 空虚重量：331 kg
- 最大離陸重量：562 kg
- エンジン：コンチネンタル A65-8 水平4気筒ピストンエンジン(65hp) × 1
- 最大水平速度：161 km/h=M0.13
- 巡航速度：145 km/h=M0.12
- 実用上昇限度：3,840 m
- 航続距離：435 km
- 乗員：2名